# Liam Gordon (calciatore 1996)
Liam Craig Gordon (Perth, 26 gennaio 1996) è un calciatore scozzese, difensore del Motherwell.

## Carriera
Cresciuto nelle giovanili degli Hearts, esordisce in prima squadra nel 2015 in Coppa di Lega. Dopo alcuni prestiti in serie minori, nel 2017 diventa un punto fermo nella difesa del St. Johnstone, squadra militante in Scottish Premiership. Il 6 dicembre 2020 scende in campo con la fascia di capitano, nella partita pareggiata per 1-1 contro il Celtic.

## Palmarès

### Club

#### Competizioni nazionali
- Scottish League Cup: 1

St. Johnstone: 2020-2021
- Coppa di Scozia: 1

St. Johnstone: 2020-2021